# João Sabiá
João Luiz de Oliveira Cunha, mais conhecido como João Sabiá (Rio de Janeiro, 14 de março de 1981), é um cantor, compositor e ator brasileiro. Ficou conhecido ao participar da terceira temporada do programa Fama.

## Biografia
João Sabiá nasceu e foi criado no bairro de Copacabana no Rio de Janeiro pela mãe depois que seu pai morreu quando tinha 11 anos. Seu nome "Sabiá" surgiu depois de uma brincadeira com os amigos na adolescência, que depois começaram a chamá-lo assim nos espetáculos. Estudou Radialismo e chegou a ter programas nas rádios comunitárias de favelas cariocas.

## Carreira
Em 2004, entrou no programa Fama da Rede Globo, em que ficou em terceiro lugar. Depois disso, participou da minissérie Hoje é Dia de Maria, como Asmodeu. Também participou da telenovela Vidas Opostas e da telenovela Paraíso. A banda de samba-rock 5 no Brinco acompanha João. Em 2010, esteve em turnê no Rio Scenarium, casa noturna na cidade do Rio de Janeiro, para o lançamento do seu CD My Black, My Nega. Em 2012, interpretou o deputado Osório Espínola no 4º episódio da série Fora de Controle, da Rede Record. Em 2014, lançou o álbum Nossa Copacabana pela Coqueiro Verde Records, na faixa Manéra, contou com a participação de Wilson Simoninha, no anterior, Sabiá havia participado de um dueto com Simoninha no álbum Alta Fidelidade, a dupla divide a autoria e os vocais da canção Meninas do Leblon. Em 2018, lançou o álbum JOÃO, com canções autorais e em parceria com Gabriel Moura e dueto com Luiza Possi no single Me Responda.

## Discografia
- Pisando de Leve (2006)
- My Black, My Nega (2010)
- Nossa Copacabana (2014)
- JOÃO (2018)

## Filmografia

### Televisão
| Ano  | Trabalho            | Personagem               | Notas                  |
| ---- | ------------------- | ------------------------ | ---------------------- |
| 2004 | Fama                | Participante             | 3º Lugar               |
| 2005 | Hoje É Dia de Maria | Asmodeu Bonito           |                        |
| 2006 | Vidas Opostas       | Sílvio Gonçalves         |                        |
| 2009 | Paraíso             | Marcos Miola             |                        |
| 2012 | Fora de Controle    | Deputado Osório Espínola | Episódio: "24 de maio" |
| 2017 | A Força do Querer   | Boto (forma humana)      | Episódio: "7 de abril" |

### Cinema
| Ano  | Título         | Personagem    |
| ---- | -------------- | ------------- |
| 2011 | A Novela das 8 | Carlos        |
| 2011 | Espiral        | Marcus        |
| 2019 | Simonal        | Erasmo Carlos |